# Classification TAS
La classification TAS (pour Total Alkali Silica) est un système qui permet de définir une roche volcanique par sa composition chimique à partir du rapport entre le taux pondéral de silice (SiO2) et le taux pondéral de minéraux alcalins (Na
2O et K2O).
Cette classification permet de distinguer plusieurs séries magmatiques, selon leur teneur en Na et K dont :
- la série sub-alcaline ;
- la série alcaline ;
- la série hyper-alcaline.

| Rhyolite Trachyte Dacite Andésite Trachy- · andésite Andésite · basaltique Trachy- · andésite · basaltique Trachy- · basalte Basalte Picro- · basalte Téphrite · basanite Phono · -téphrite Téphri · -phonolite Phonolite Foïdite SÉRIE HYPER-ALCALINE SÉRIE ALCALINE SÉRIE SUB-ALCALINE |